# Polystichum wilsonii
Polystichum wilsonii là một loài thực vật có mạch trong họ Dryopteridaceae. Loài này được H. Christ miêu tả khoa học đầu tiên năm 1911.